# Frédéric Alfred d'Erlanger
Frédéric Alfred d'Erlanger (29 maggio 1868 – 23 aprile 1943) è stato un compositore, banchiere e mecenate francese.

## Biografia
Suo padre, il barone Frédéric Émile d'Erlanger, era tedesco e direttore di una banca francese. Sua madre, Mathilde (nata Slidell), era americana.
Uno di quattro figli, d'Erlanger nacque a Parigi.
Iniziò gli studi musicali a Parigi sotto Anselm Ehmant, suo unico insegnante. La sua prima oepra, un volume di canzoni, fu pubblicata quando d'Erlanger aveva 20 anni. Poco dopo, nel 1886, si trasferì a Londra con il fratello maggiore, il barone Emile Beaumont d'Erlanger, per lavorare come banchiere, per la società privata bancaria che suo padre possedeva. Sia d'Erlanger che il fratello divennero inglesi naturalizzati.
Milionario, d'Erlanger è stato descritto come un "autentico uomo rinascimentale"; fu un noto mecenate delle arti a Londra, promuovendo e finanziando l'opera al Covent Garden e agendo come fiduciario della London Philharmonic Orchestra. Investì anche nei Paesi in via di sviluppo, finanziando catene di grandi magazzini in America meridionale e ferrovie nel Sudafrica. È stato membro fondatore dell'Oxford and Cambridge Musical Club. "Baron Fred", come era conosciuto, era un frequente partecipante alle regolari serate musicali del giovedì del club.
Il supplemento alla London Gazette del 27 febbraio 1918, nei registri dei soci della ditta Erlangers, registra la casa del barone Fred in quel momento come Park House, Rutland Gate, Londra. Nel 1925 d'Erlanger sposò Catherine, "una donna francese di buona famiglia".

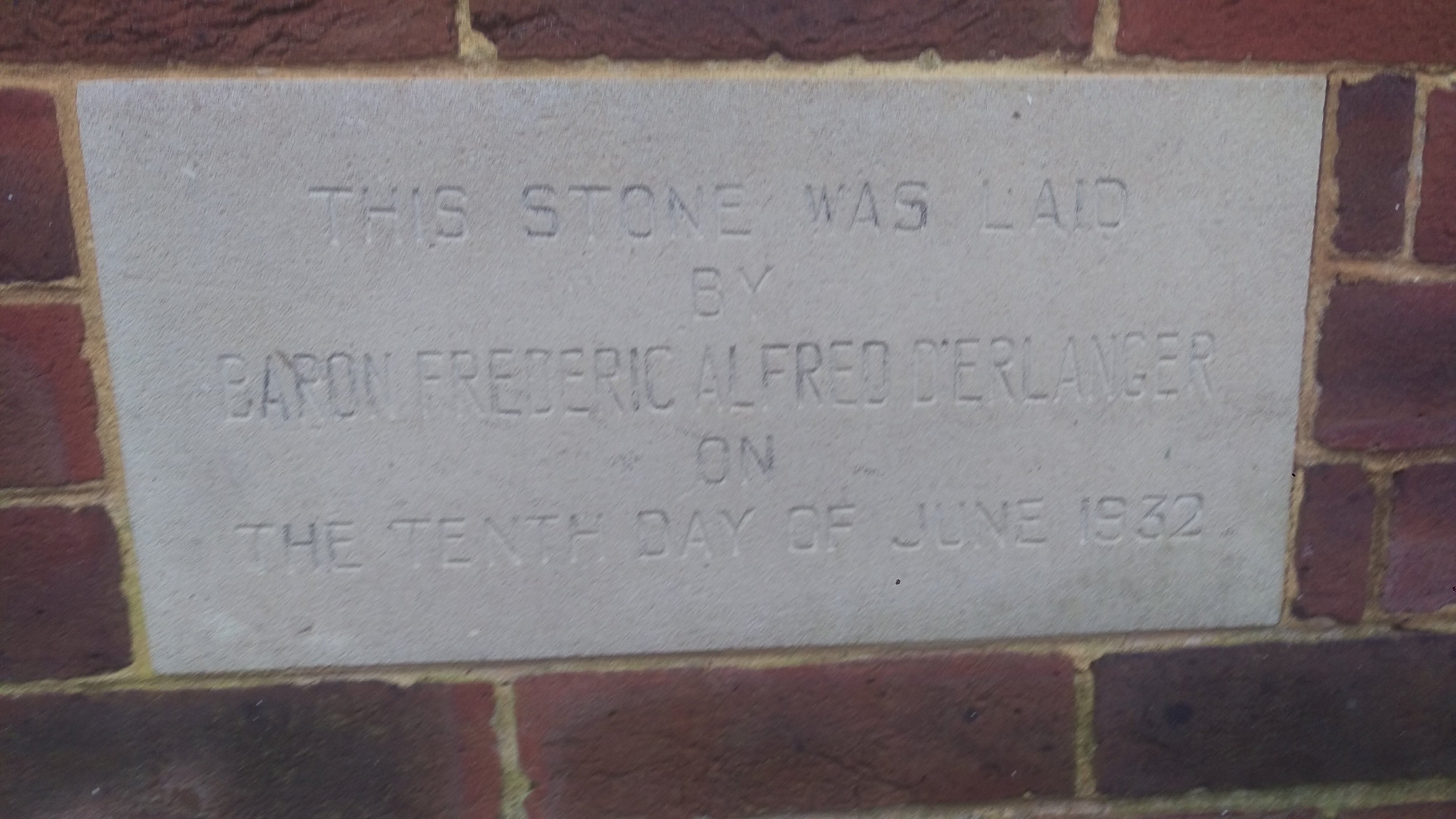
Prima pietra di Merebank House, tra Dorking e Horsham, datata 10 giugno 1932

Nel 1932 mise il suo nome sulla prima pietra di quella che allora era la Musicians' House, in seguito ribattezzata Merebank House, in quella che allora era una campagna abbastanza aperta tra Dorking e Horsham, costruita per la Musicians' Union (che funzionava) come casa di riposo per cinque musicisti.
La casa di D'Erlanger, sin dai 4 anni di età, era Moorgate, ma in realtà morì mentre soggiornava al Claridges Hotel London, uno dei suoi preferiti, il 23 aprile 1943, lasciando 601 461 sterline nel suo testamento. Uno dei suoi due esecutori testamentari era suo nipote, Leo Frederic Alfred D'Erlanger, figlio del fratello del barone Fred, il barone e pittore francese Rodolphe d'Erlanger. L'altro esecutore testamentario era un avvocato.

## Musica
D'Erlanger era davvero un "compositore gentiluomo" dilettante il cui lavoro quotidiano come banchiere contribuì a finanziare il suo interesse per la musica. Compose opere, musica da camera e opere orchestrali, tra gli altri tipi. Le opere comprendono: Jehan de Saintré (Aix-les-Bains, 1 agosto 1893; Amburgo, 1894), Inès Menso (prodotta, sotto lo pseudonimo di Ferd Regnal, a Londra al Covent Garden il 10 luglio 1897, e successivamente in Germania come Die Erbe); Tess  (da Tess of the d'Urbervilles di Thomas Hardy, prodotta al Teatro di San Carlo, Napoli, il 7 aprile 1906 e al Covent Garden il 14 luglio 1909, in entrambe le occasioni sotto la direzione di Ettore Panizza) e Noël, prodotta all'Opéra-Comique di Parigi il 28 dicembre 1910. Nel 1935 il suo balletto in un atto Les cents baisers ("I cento baci") su libretto di Boris Kochno, fu prodotto dai Ballets Russes e coreografato da Bronislava Nijinska, con decorazioni e costumi di Jean Hugo. Successivamente è stato registrato da Antal Dorati e dalla London Symphony Orchestra.
Le opere orchestrali includono la Suite symphonique n. 2, eseguita per la prima volta al Proms il 18 settembre 1895, e il Concerto per violino in re minore, op 17 (1902), eseguito per la prima volta da Hugo Heermann in Olanda e Germania, e poi ripreso da Fritz Kreisler per la sua prima britannica alla Queen's Hall il 12 marzo 1903. C'era anche l'Andante Symphonique Op 18 per violoncello e orchestra (1904), il preludio sinfonico Sursum Corda! (1919) e il Concerto Symphonique per pianoforte e orchestra (1921), nonché la corale Messe de Requiem del 1930, ammirata ed eseguita da Adrian Boult. Un valzer orchestrale, Midnight Rose, divenne popolare e fu registrato da John Barbirolli nel 1934. La musica da camera comprende un Quartetto d'Archi e la Sonata per Violino in Sol minore (entrambi del 1900). Il Quintetto per pianoforte fu eseguito per la prima volta al St James's Hall Piccadilly il 1º marzo 1902 dal Kruse Quartet, con d'Erlanger stesso come pianista.
La chiarezza della forma e l'eleganza dell'idea e dell'espressione sono i segni distintivi della musica di d'Erlanger, sia nella sua opera operistica, nella sua musica da camera e orchestrale, sia nelle sue canzoni.

## Opere

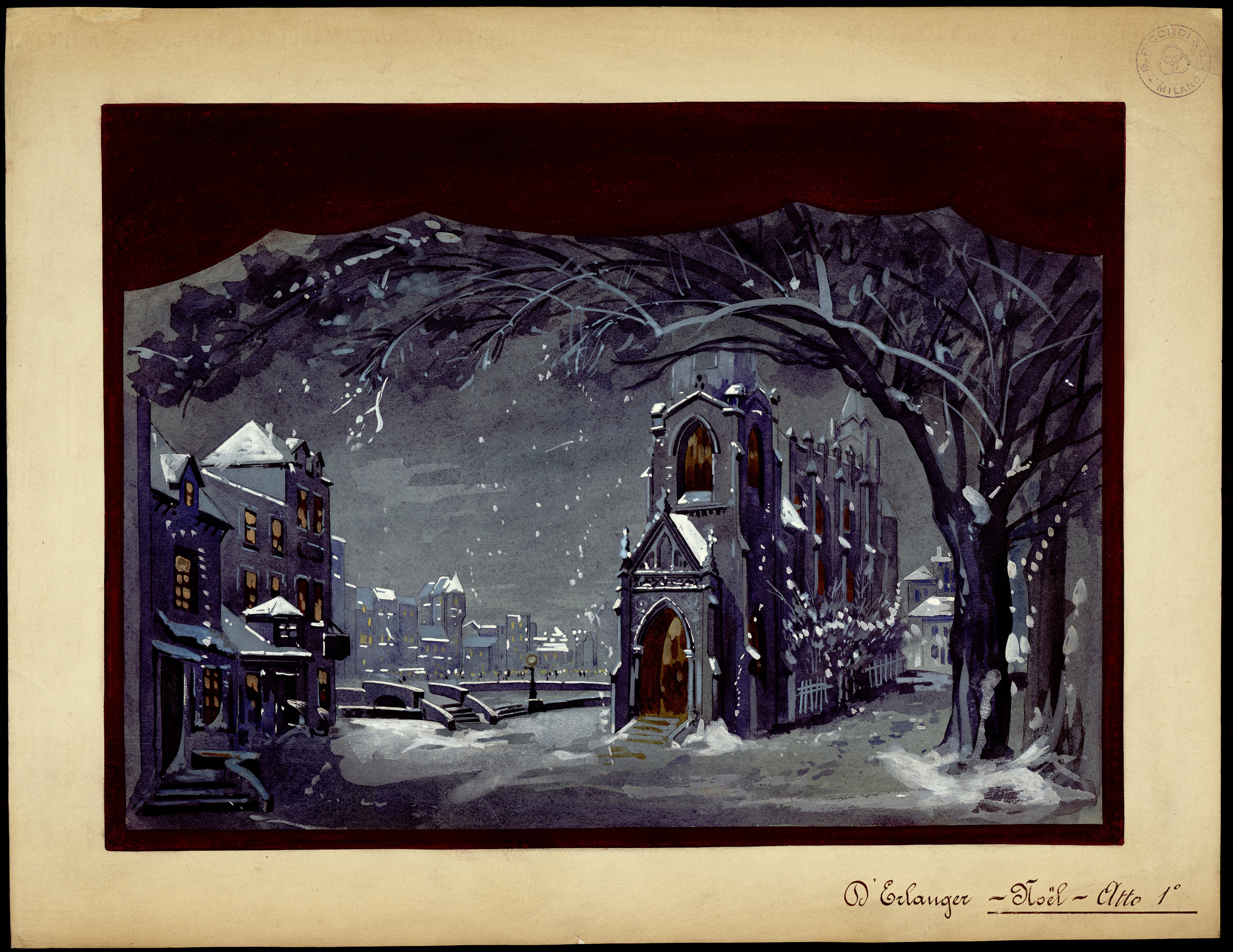
In un sobborgo di Cholet (Maine-et-Loire). E' la notte di Natale, scenografia per Noël, atto 1.

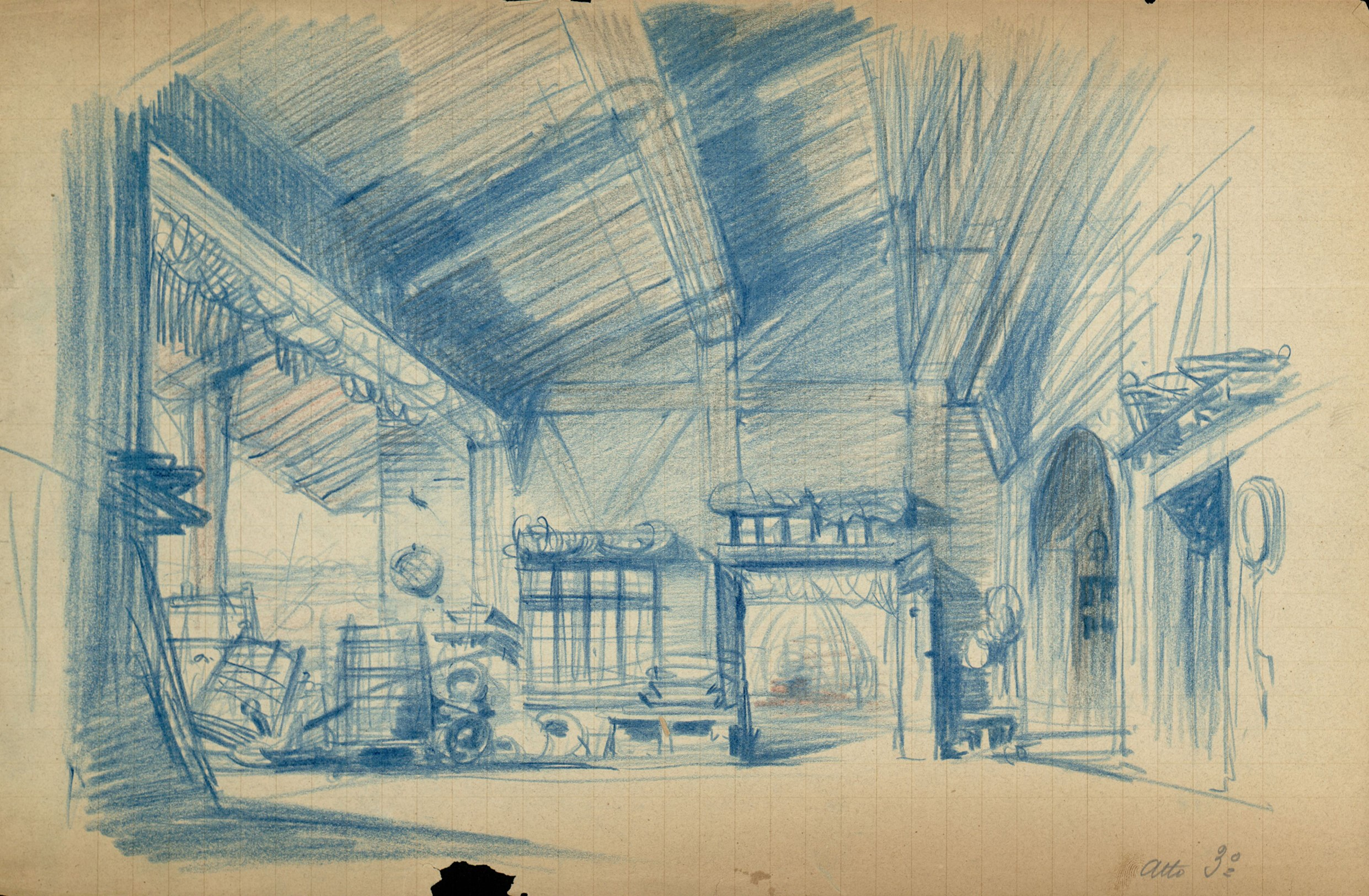
Nel Wessex - La fattoria di Talbothays, scenografia per Tess, atto 3 (1906).

- Jehan de Saintré (J. & P. Ferrier; 2 Atti. Prima il 1 agosto 1893 ad Aix-les-Bains ).
- Inès Mendo (P. Decourcelle & A. Liorat, da Prosper Mérimée; 3 Atti. Premiere il 10 luglio 1897 a Covent Garden, Londra.
- Tess (libretto di Luigi Illica tratto da Tess of the d'Urbervilles di Thomas Hardy; 4 Atti. Prima 1906 a Napoli, Teatro San Carlo).
- Noël (J. & P. Ferrier; Premiere 28 dicembre 1910 a Parigi).

### Balletti
- Les cent baisers (1931)

### Composizioni di rilievo
- Concerto per violino in re minore op. 17 (1903)
- Andante Symphonique per violoncello e orchestra, op. 18 (1904).
- Ballata per violino e orchestra
- Concerto Symphonique per pianoforte e orchestra (1921)
- Poème per violino e orchestra in re (1926)

### Opere orchestrali
- Suite Symphonique n. 1 (1893)
- Suite Symphonique n. 2 (1895)
- Midnight Rose, Valzer per orchestra
- Andante symphonique, op. 18 (1904)
- Sursum Corda!, Preludio per orchestra (1919)
- Prélude romantique (1935)

### Opere corali
- Messe de Requiem (1930)

### Musica da camera
- Preludio per violino e pianoforte (1895)
- Quartetto d'archi (1900)
- Sonata per violino in sol minore (1900)
- Quintetto per pianoforte (1901)

### Musica per pianoforte
- Etude Concertante No.1 (1899)
- Etude Concertante No.2 (1900)

### Lieder
- Chanson légère dopo EB Sozios (1896)
- Les deux sommeils secondo E.-B. d'Erlanger (1917)
- Dans tes yeux dopo E.-B. d'Erlanger (1919)
- Mon âme à ton coeur s'est donnée dopo Victor Hugo (1919)
- Talismano dopo Th. Salignac (1919)
- Sérénade fiorentina da Jean Lahor (1922)
- En sourdine dopo Paul Verlaine (1922)